# Salentinella anae
Salentinella anae is een vlokreeftensoort uit de familie van de Salentinellidae. De wetenschappelijke naam van de soort is voor het eerst geldig gepubliceerd in 2002 door Messouli, Coineau & Boutin.